# Mihail Handamirov
Mihaïl Fridonovic Handamirov född 20 juli 1883 i Manglisi, Ryssland död 23 november 1960 i Lund, var av armeniskt ursprung och en språkman verksam som lärare och översättare i Sverige.
Handamirov kom till Sverige och efter att ha varit krigsfånge i Tyskland under första världskriget. I Sverige återförenades han med sin hustru som flytt den ryska revolutionen. Handamirov kom att verka i Sverige som lektor i ryska språket och litteraturen vid Lunds universitet men också som översättare. Han utnämndes till Riddare av Vasaorden 1951.

### Översättningar
- Idioten Fjodor Dostojevskij Baltiska förl. 1928 - återutgiven  Förl. Norden 1968, Förl. Norden 1978, Bra Böcker 1980, Telegram förl. 2014[2]